# Ievgueni Romanov
Pour les articles homonymes, voir Romanov (homonymie).
Ievgueni Anatolievitch Romanov (en russe : Евгений Анатольевич Романов) est un joueur d'échecs russe né le 2 novembre 1988 à Kaliningrad. Grand maître international depuis 2007, il a remporté la médaille de bronze lors du Championnat d'Europe d'échecs individuel de 2013. 
Au 1er septembre 2013, il est le 23e joueur russe et le 97e joueur mondial avec un classement Elo de 2 655 points.

## Biographie
En 1998, à l'âge de 10 ans, Ievgueni Romanov est devenu maître FIDE. Après avoir obtenu son baccalauréat (avec mention très bien), il est entré à la faculté de droit de l'Université d'Etat de Russie Emmanuel Kant. Parmi ses entraîneurs, il y a Vladimir Yourkov, Ratmir Kholmov, Sergueï Youferov, Youri Balachov, Iossif Dorfman et Valeri Popov.
En 1998, Romanov a remporté le Championnat de la Russie ainsi que le Championnat du Monde des moins de 10 ans  (à Oropesa del Mar). Il a également été premier aux Championnats d'Europe des moins de 12 ans (Chalkidiki, 2000) et des moins de 14 ans (Peniscola, 2002).
Maître international depuis 2005, il obtient le titre de grand maître international en 2007.
Lors du Championnat de la Russie individuel et en équipe parmi les étudiants (Belgorod, 2008), il a remporté la compétition individuelle. Il a été troisième à la Coupe du Gouverneur de Iougra (étape de la Coupe de la Russie) à Khanty-Mansiysk en 2012.
Lors des compétitions internationales : 1re place à EuroOrient Masters, Nice (2008) ; 1re place au tournoi d'échecs rapide « Roque de Liepaja » (2008) ; 1re place au XXXIIIe Tenkes Kupa, Harkany (2009) ; 1re place au Festival International des Jeux, Cannes (2012) ; 1re place à Coupe LGA, Nuremberg (2012). Il a été reconnu le meilleur joueur de la Deutsche Schach Bundesliga de la saison 2012-2013.
Romanov a participé à la Coupe du Monde 2011 à Khanty-Mansiysk.
En 2013, il est troisième au Championnat d'Europe individuel à Legnica.
En ce qui concerne les compétitions en équipe, Romanov a joué pour les clubs Début-DVGTU (Vladivostok), « Oural du Sud » (Tcheliabinsk), « Le club Tchigorine » (Saint-Pétersbourg). À l'étranger, il a joué pour le club d'Erfurt (Allemagne), Sportfreunde Katernberg 1913 E.V. (Allemagne), de Kristiansund - le champion de Norvège 2011 (Fagernes), SK AD Jičín (République Tchèque).
En mars 2022, à la suite de l'invasion de l'Ukraine par la Russie, Romanov décide de quitter la fédération russe pour la fédération norvégienne d'échecs.